# 2020年加利福尼亞州20號提案
20號提案（英語：Proposition 20，專有名詞縮寫），是美國加利福尼亞州於2020年11月3日提出的一次公投，提案訴求限制非暴力罪犯的假釋條件與重新定義重罪罪犯犯罪行為。

## 關聯條目
- 2014年加利福尼亚州47号提案
- 2016年加利福尼亞州57號提案
- 2024年加利福尼亞州36號提案